# Ladet partikel
Indenfor fysik er en elektrisk ladet partikel - kort ladet partikel en partikel med en elektrisk ladning. Den ladede partikel kan enten være en subatomar partikel eller en ion.
En samling af ladede partikler, eller selv en gas indeholdende en mængde af ladede partikler kaldes for plasma, som er den fjerde stoftilstand fordi dets egenskaber er væsentlig forskellig fra faststof, flydende stof og gasser (Plasma er en af de almindeligste stoftilstande i universet). Partiklers totale elektriske ladning er enten positiv, negativ eller uladet (neutral).
Større partikler, som f.eks. støv og regndråber, er hyppigt også elektrisk ladede, som skyldes at nogle af atomerne er ioniserede.